# رودس (مغن مؤلف)
رودس (بالإنجليزية: Rhodes)‏ هو مغن مؤلف بريطاني، ولد في 1990 في هيتشن في المملكة المتحدة.

## وصلات خارجية
- الموقع الرسمي
- رودس على موقع IMDb (الإنجليزية)
- رودس على موقع ميوزك برينز (الإنجليزية)
- رودس على موقع ديسكوغز (الإنجليزية)
- رودس على موقع قاعدة بيانات الفيلم (الإنجليزية)